# Хосе Мухика
Хосе Алберто Мухика Кордано (шп. José Alberto Mujica Cordano, зван Ел Пепе; Монтевидео, 20. мај 1935 — Монтевидео, 13. мај 2025) био је уругвајски политичар и герилски борац. Од 2005. до 2008. године био је министар сточарства, пољопривреде и рибарства. На председничким изборима одржаним 2009. године изабран је за председника Уругваја и обављао је ту функцију од  1. марта 2010. до 1. марта 2015.

## Биографија
Мухика је рођен 20. маја 1935. године, отац му је био Деметрије Мухика, мали фармер који је банкротирао непосредно пре смрти 1940. године, када је Хосе имао пет година. Родитељи његове мајке Луси Кордано били су веома сиромашни италијански имигранти из Лигурије.
Његову младост обележила је припадност побуњеницима из покрета Тупамарос који су се борили против војне хунте. У то време је био један од најтраженијих терориста у Уругвају. Провео је 14 година по затворима. Из затвора је пуштен 1985. године, а четврт века касније изабран је за четрдесетог председника Уругваја.
Под његовим вођством Уругвај је имао најмању стопу корупције у Јужној Америци, а такође је био трећи по развијености на континенту и једна је од ретких држава које су успеле да избегну рецесију и задрже позитивну стопу раста.

## Занимљивости
Као председник Уругваја донирао је 90% своје плате сиромашнима, возио је аутомобил Фолксваген „буба“ из 1987. године и продавао цвеће, које је са својом супругом узгајао у властитој башти. Живео је у скромној сеоској кући поред Монтевидеа са супругом, сенаторком и бившом герилком Лусијом Тополански и троногим псом Мануелом. Никада није имао телохранитеље, ни службени возни парк. Тако је на основу званичних података његово читаво „богатство” у 2010. години износило 1.800 долара.
Емир Кустурица снимио је документарац посвећен Хосеу Мухики Ел Пепе, један узвишени живот 2018. године који је премијеру имао на венецијанској МОСТРИ.